# Les Primitifs du futur
 (septembre 2013).
Les Primitifs du futur est un groupe de musique qui s'auto-catégorise dans le registre World Musette.

## Histoire
Réunis par Dominique Cravic (guitare), les membres des Primitifs sont Daniel Colin (accordéon), Daniel Huck (saxophone), Jean-Michel Davis (xylophone), Jean-Philippe Viret, Fay Lowski (scie musicale) et Bertrand Auger.
D'autres musiciens interviennent : Jean-Jacques Milteau, Michel Esbelin, Didier Roussin (guitare, mort en 1996), Patrick Tandin, ainsi que l'écrivain Marc-Édouard Nabe et le dessinateur Robert Crumb  qui joue du banjo et de la mandoline, et signe les pochettes des disques.
Les influences des Primitifs du futur sont nombreuses : jazz, valse, swing, musique manouche, chanson réaliste et bal musette, blues, musique de genre et de divertissement, cherchant souvent à reprendre ces styles avec une pointe « rétro » parfois humoristique, typique et rappelant les orchestres gravés sur les 78 tours des années 1930.
Ils ont interprété un certain nombre de titres pour le film Hugo Cabret (2011) de Martin Scorsese.[réf. nécessaire]

## Discographie
- Cocktail d'Amour {1986, Media Sept JB112, réédité en CD en 2002 par Paris Jazz Corner Productions PJC 222009 avec Bluestory & The New Blue 4;  2013, Frémeaux FA590)
- Trop de Routes, Trop de Trains et autres Histoires d'Amour[5]  (1995,  La Lichère CD LLL 247: 2000, La Lichère /  Frémeaux LLL 247)
- World Musette (1999, Paris Jazz Corner Productions 982 942-0; 2000 Sketch SKE 333012; 2013, Frémeaux FA593)
- Tribal Musette (2008, EmArcy 530 591-6)
- Concert au New Morning, dimanche 8 novembre 2009 (2011, EmArcy 277 984-4) DVD[6]